# توهين

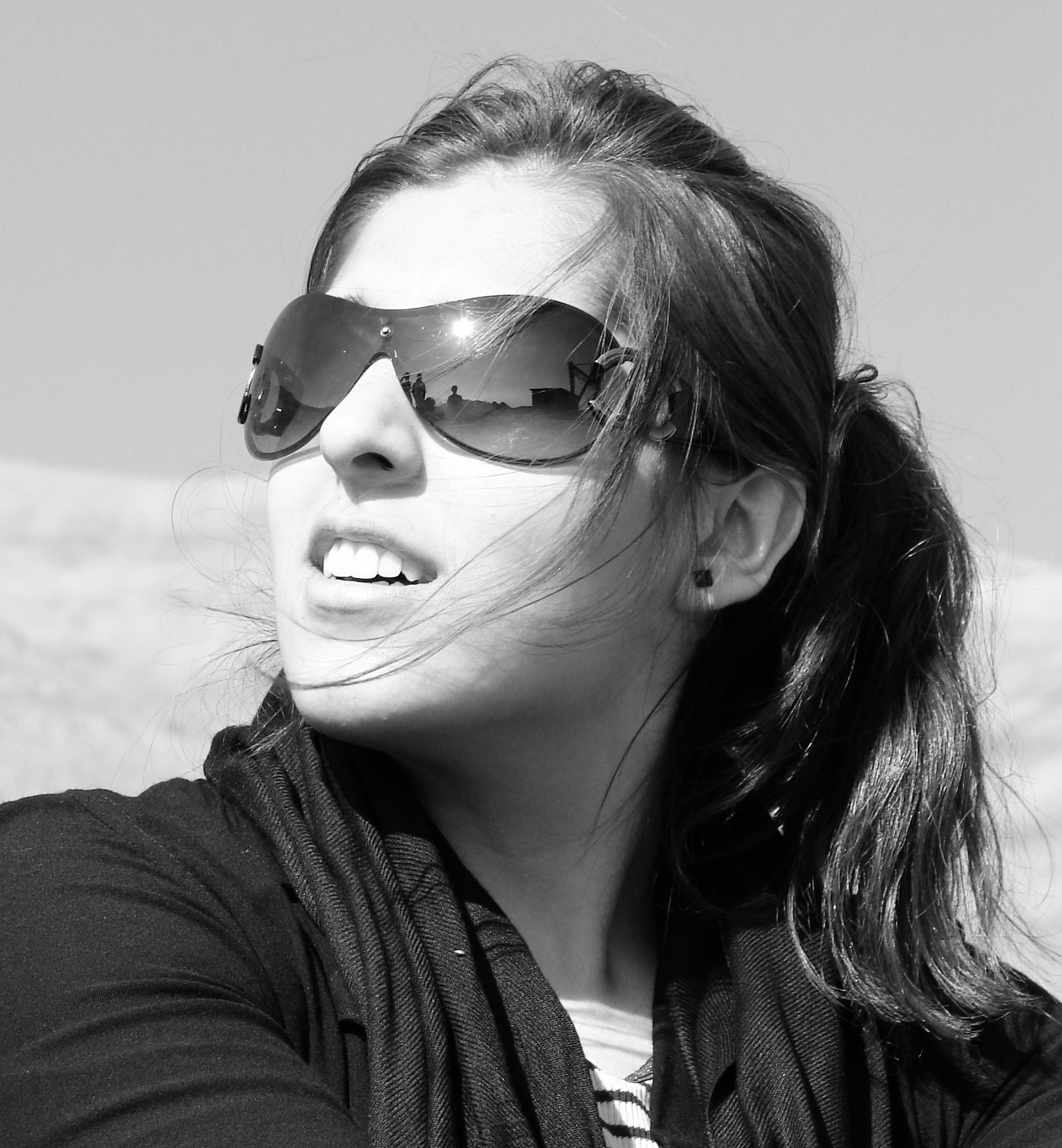
توهن بعض النظارات الضوء المرئي كما توهن الأشعة فوق البنفسجية الضارة.

توهين في الفيزياء (بالإنجليزية: Attenuation)‏ توهين شدة أو توهين مطال أي نوع من أنواع الفيض. مثل النظارة السوداء توهن شدة الإضاءة في الصيف. وفي الإلكترونيات توجد أجهزة تعمل على توهين الجهد الكهربائي، لقياسه مثلا من دون أن يتسبب في احتراق جهاز القياس وتسمى تلك الموهنات بالإنجليزية Attenuator.

## معادلات التوهين
ينص قانون بير-لامبرت على علاقة لوغارييتمية بين النفاذية (الضوئية) T خلال مادة وحاصل ضرب معامل الامتصاص α في المادة والمسافة ℓ التي يقطعها الضوء في المادة. ويمكن كتابة معامل المتصاص كحاصل ضرب الامتصاصية المولية ε وتركيز c للمحتويات الممتصة من المادة، أو مقطع امتصاص σ وكثافة N' الحبيبات الممتصة في المادة.
وبالنسبة للسوائل فيمكن صياغة المعادلة :
{\displaystyle T={I \over I_{0}}=10^{-\alpha \,\ell }=10^{-\varepsilon \ell c}}
بينما معادلة الغازات، وبصفة خاصة بين الفيزيائيين المهتمين بالمطيافية:
{\displaystyle T={I \over I_{0}}=e^{-\alpha '\,l}=e^{-\sigma \ell N}}
حيث :
I0 شدة الشعاع الساقط على العينة
I شدة الشعاع النافذ من العينة 
σ مقطع امتصاص الحبيبات في العينة
N عدد الحبيبات في السنتيمتر المكعب من العينة.
والفرق بين اللوغاريتم للأساس 10
واللوغاريتم الطبيعي ذو الأساس e معهود، ويتطلب ضرب أحدهما بمعامل ثابت للحصول على الآخر.
و يعبر عن النفاذية ب الامتصاصية ، وتعريفها للسوائل ينص على:
{\displaystyle A=-\log _{10}\left({\frac {I}{I_{0}}}\right)}
في حين تعريفها للغازات ينص على:
{\displaystyle A'=-\ln \left({\frac {I}{I_{0}}}\right).}
مما يبين أن الامتصاص يتناسب تناسبا طرديا مع التركيز، أو مع عدد الجبيبات في العينة، طبقا للمعادلتين:
{\displaystyle A=\varepsilon \ell c=\alpha \ell \,}
و
{\displaystyle A'=\sigma \ell N=\alpha '\ell \,}
للحالتين المعنيتين على التوالي.
وبناء على ذلك فإذا كان طول المسار في المادة والامتصاصية المولية (أو مقطع امتصاص) معروفين وقمنا بقياس الامتصاصية، فيمكننا بذلك تعيين تركيز المحلول.

### معامل التوهين
يستعمل معامل التوهين لقياس مدى ضعف الإشارة المارة في أوساط مختلفة وذلك مقارنة بقيمتها عند الإرسال.عادة يكون التوهين دالة في كل من التردد والمسافة. يمكن استخدام معامل التوهين ({\displaystyle \alpha }) لقياس التوهين الكلي بالديسيبل dB في وسط ما بالعلاقة:
{\displaystyle \mathrm {Attenuation[dB]} =\alpha \mathrm {[dB/(MHz*cm)]} \cdot {\mathit {l}}\mathrm {[cm]} \cdot \mathrm {f[MHz]} }
فيما يلي جدولا يبين توهين بعض المواد لداى مرور الموجات فوق الصوتية خلالها.
| المادة | {\displaystyle \alpha \mathrm {(dB/(MHz*cm))} } |
| ------ | ----------------------------------------------- |
| الرئة  | 41                                              |
| العظام | 20                                              |
| الكلية | 1.0                                             |
| الكبد  | 0.94                                            |
| الدماغ | 0.85                                            |
| الدهون | 0.63                                            |
| الدم   | 0.18                                            |
| الماء  | 0.0022                                          |